# Mistrzostwa Świata w Kolarstwie Szosowym 2021 – wyścig ze startu wspólnego kobiet
Mistrzostwa Świata w Kolarstwie Szosowym 2021 – wyścig ze startu wspólnego kobiet – konkurencja wyścigu ze startu wspólnego elity kobiet w ramach Mistrzostw Świata w Kolarstwie Szosowym 2021, która została rozegrana 25 września 2021 na liczącej niespełna 158 kilometrów trasie z Antwerpii do Leuven.

## Uczestnicy

### Reprezentacje
| Reprezentacje (48)- Holandia - Włochy - Dania - Niemcy - Szwajcaria - Stany Zjednoczone - Australia - Belgia - Południowa Afryka - Polska - Francja - Wielka Brytania - Hiszpania - Norwegia - Słowenia - Nowa Zelandia - Austria - Szwecja - Kanada - Fiedieracyja wiełosipiednogo sporta Rossii - Kolumbia - Luksemburg - Litwa - Ukraina - Chile - Kuba - Tajlandia - Węgry - Białoruś - Meksyk - Czechy - Izrael - Uzbekistan - Łotwa - Słowacja - Estonia - Irlandia - Rwanda - Islandia - Serbia - Portugalia - Trynidad i Tobago - Brazylia - Erytrea - Azerbejdżan - Japonia - Paragwaj - Argentyna |
| |

### Lista startowa
| Holandia NED | Holandia NED                | Holandia NED |
| ------------ | --------------------------- | ------------ |
| Nr           | Kolarka                     | Miejsce      |
| 1            | Anna van der Breggen        | 89.          |
| 2            | Lucinda Brand               | 36.          |
| 3            | Amy Pieters                 | 30.          |
| 4            | Chantal van den Broek-Blaak | 32.          |
| 5            | Ellen van Dijk              | 18.          |
| 6            | Annemiek van Vleuten        | 19.          |
| 7            | Demi Vollering              | 7.           |
| 8            | Marianne Vos                | 2.           |

| Włochy ITA | Włochy ITA                | Włochy ITA |
| ---------- | ------------------------- | ---------- |
| Nr         | Kolarka                   | Miejsce    |
| 9          | Elisa Balsamo             | 1.         |
| 10         | Marta Bastianelli         | 22.        |
| 11         | Marta Cavalli             | 20.        |
| 12         | Elena Cecchini            | 95.        |
| 13         | Maria Giulia Confalonieri | 23.        |
| 14         | Vittoria Guazzini         | 94.        |
| 15         | Elisa Longo Borghini      | 17.        |

| Dania DEN | Dania DEN             | Dania DEN |
| --------- | --------------------- | --------- |
| Nr        | Kolarka               | Miejsce   |
| 16        | Amalie Dideriksen     | 65.       |
| 17        | Trine Holmsgaard      | 102.      |
| 18        | Marita Jensen         | 96.       |
| 19        | Emma Norsgaard        | 82.       |
| 20        | Rebecca Koerner       | DNF       |
| 21        | Julie Leth            | 79.       |
| 22        | Cecilie Uttrup Ludwig | 8.        |

| Niemcy GER | Niemcy GER         | Niemcy GER |
| ---------- | ------------------ | ---------- |
| Nr         | Kolarka            | Miejsce    |
| 23         | Lisa Brennauer     | 9.         |
| 24         | Kathrin Hammes     | 74.        |
| 25         | Romy Kasper        | 87.        |
| 26         | Lisa Klein         | 66.        |
| 27         | Franziska Koch     | 37.        |
| 28         | Lin Lea Teutenberg | 88.        |
| 29         | Liane Lippert      | DNF        |

| Szwajcaria SUI | Szwajcaria SUI | Szwajcaria SUI |
| -------------- | -------------- | -------------- |
| Nr             | Kolarka        | Miejsce        |
| 30             | Caroline Baur  | 105.           |
| 31             | Elise Chabbey  | 13.            |
| 32             | Sina Frei      | 15.            |
| 33             | Nicole Koller  | DNF            |
| 34             | Marlen Reusser | 90.            |
| 35             | Noemi Rüegg    | 62.            |

| Stany Zjednoczone USA | Stany Zjednoczone USA | Stany Zjednoczone USA |
| --------------------- | --------------------- | --------------------- |
| Nr                    | Kolarka               | Miejsce               |
| 36                    | Kristen Faulkner      | 52.                   |
| 37                    | Coryn Rivera          | 10.                   |
| 38                    | Lauren Stephens       | 106.                  |
| 39                    | Leah Thomas           | 56.                   |
| 40                    | Tayler Wiles          | 71.                   |
| 41                    | Ruth Winder           | 21.                   |

| Australia AUS | Australia AUS    | Australia AUS |
| ------------- | ---------------- | ------------- |
| Nr            | Kolarka          | Miejsce       |
| 42            | Jessica Allen    | 111.          |
| 43            | Tiffany Cromwell | 41.           |
| 44            | Lauretta Hanson  | 92.           |
| 45            | Chloe Hosking    | DNF           |
| 46            | Rachel Neylan    | 24.           |
| 47            | Sarah Roy        | 38.           |
| 48            | Amanda Spratt    | 93.           |

| Belgia BEL | Belgia BEL         | Belgia BEL |
| ---------- | ------------------ | ---------- |
| Nr         | Kolarka            | Miejsce    |
| 49         | Shari Bossuyt      | 59.        |
| 50         | Kim de Baat        | DNF        |
| 51         | Valerie Demey      | 76.        |
| 52         | Jolien D’Hoore     | 34.        |
| 53         | Lotte Kopecky      | 16.        |
| 54         | Jesse Vandenbulcke | 48.        |

| Południowa Afryka RSA | Południowa Afryka RSA      | Południowa Afryka RSA |
| --------------------- | -------------------------- | --------------------- |
| Nr                    | Kolarka                    | Miejsce               |
| 55                    | Frances Janse van Rensburg | 112.                  |
| 56                    | Kerry Jonker               | DNF                   |
| 57                    | Tiffany Keep               | DNF                   |
| 58                    | Ashleigh Moolman-Pasio     | 11.                   |
| 59                    | Hayley Preen               | 61.                   |
| 60                    | Courteney Webb             | DNF                   |

| Polska POL | Polska POL           | Polska POL |
| ---------- | -------------------- | ---------- |
| Nr         | Kolarka              | Miejsce    |
| 61         | Marta Jaskulska      | 68.        |
| 62         | Karolina Karasiewicz | 97.        |
| 63         | Karolina Kumięga     | 51.        |
| 64         | Marta Lach           | 53.        |
| 65         | Aurela Nerlo         | 72.        |
| 66         | Katarzyna Niewiadoma | 3.         |

| Francja FRA | Francja FRA         | Francja FRA |
| ----------- | ------------------- | ----------- |
| Nr          | Kolarka             | Miejsce     |
| 67          | Aude Biannic        | 45.         |
| 68          | Audrey Cordon-Ragot | 27.         |
| 69          | Eugénie Duval       | 49.         |
| 70          | Roxane Fournier     | 109.        |
| 71          | Juliette Labous     | 46.         |
| 72          | Évita Muzic         | 50.         |

| Wielka Brytania GBR | Wielka Brytania GBR | Wielka Brytania GBR |
| ------------------- | ------------------- | ------------------- |
| Nr                  | Kolarka             | Miejsce             |
| 73                  | Alice Barnes        | 84.                 |
| 74                  | Lizzie Deignan      | 14.                 |
| 75                  | Pfeiffer Georgi     | 35.                 |
| 76                  | Anna Henderson      | 25.                 |
| 77                  | Joscelin Lowden     | DNF                 |
| 78                  | Anna Shackley       | 40.                 |

| Hiszpania ESP | Hiszpania ESP             | Hiszpania ESP |
| ------------- | ------------------------- | ------------- |
| Nr            | Kolarka                   | Miejsce       |
| 79            | Margarita Victoria García | 29.           |
| 80            | Sheyla Gutiérrez          | 81.           |
| 81            | Sara Martín Martín        | 69.           |
| 82            | Eider Merino              | 55.           |
| 83            | Lourdes Oyarbide          | 77.           |
| 84            | Ane Santesteban           | 39.           |

| Norwegia NOR | Norwegia NOR       | Norwegia NOR |
| ------------ | ------------------ | ------------ |
| Nr           | Kolarka            | Miejsce      |
| 85           | Katrine Aalerud    | 83.          |
| 86           | Susanne Andersen   | 75.          |
| 87           | Stine Borgli       | 80.          |
| 88           | Ingvild Gåskjenn   | 78.          |
| 89           | Emilie Moberg      | DNF          |
| 90           | Anne Dorthe Ysland | 47.          |

| Słowenia SLO | Słowenia SLO  | Słowenia SLO |
| ------------ | ------------- | ------------ |
| Nr           | Kolarka       | Miejsce      |
| 91           | Urška Bravec  | DNF          |
| 92           | Eugenia Bujak | 58.          |
| 93           | Špela Kern    | 28.          |
| 94           | Urška Žigart  | DNF          |

| Nowa Zelandia NZL | Nowa Zelandia NZL  | Nowa Zelandia NZL |
| ----------------- | ------------------ | ----------------- |
| Nr                | Kolarka            | Miejsce           |
| 95                | Henrietta Christie | DNF               |
| 96                | Michaela Drummond  | 64.               |
| 97                | Niamh Fisher-Black | 91.               |
| 98                | Ella Harris        | 26.               |

| Austria AUT | Austria AUT             | Austria AUT |
| ----------- | ----------------------- | ----------- |
| Nr          | Kolarka                 | Miejsce     |
| 99          | Verena Eberhardt        | DNF         |
| 100         | Sarah Rijkes            | 67.         |
| 101         | Christina Schweinberger | 104.        |
| 102         | Kathrin Schweinberger   | DNF         |

| Szwecja SWE | Szwecja SWE        | Szwecja SWE |
| ----------- | ------------------ | ----------- |
| Nr          | Kolarka            | Miejsce     |
| 103         | Caroline Andersson | DNF         |
| 104         | Julia Borgström    | 101.        |
| 105         | Hanna Nilsson      | 43.         |
| 106         | Sara Penton        | DNF         |

| Kanada CAN | Kanada CAN       | Kanada CAN |
| ---------- | ---------------- | ---------- |
| Nr         | Kolarka          | Miejsce    |
| 107        | Karol-Ann Canuel | 31.        |
| 108        | Alison Jackson   | 6.         |
| 109        | Leah Kirchmann   | 63.        |

| Fiedieracyja wiełosipiednogo sporta Rossii RCF | Fiedieracyja wiełosipiednogo sporta Rossii RCF | Fiedieracyja wiełosipiednogo sporta Rossii RCF |
| ---------------------------------------------- | ---------------------------------------------- | ---------------------------------------------- |
| Nr                                             | Kolarka                                        | Miejsce                                        |
| 110                                            | Tamara Dronowa                                 | DNF                                            |

| Kolumbia COL | Kolumbia COL        | Kolumbia COL |
| ------------ | ------------------- | ------------ |
| Nr           | Kolarka             | Miejsce      |
| 111          | Erika Milena Botero | DNF          |
| 112          | Lorena Colmenares   | 117.         |
| 113          | Lina Hernández      | DNF          |
| 114          | Paula Patiño        | 42.          |
| 115          | Diana Peñuela       | 98.          |

| Luksemburg LUX | Luksemburg LUX    | Luksemburg LUX |
| -------------- | ----------------- | -------------- |
| Nr             | Kolarka           | Miejsce        |
| 116            | Nina Berton       | 116.           |
| 117            | Christine Majerus | 33.            |

| Litwa LTU | Litwa LTU       | Litwa LTU |
| --------- | --------------- | --------- |
| Nr        | Kolarka         | Miejsce   |
| 118       | Inga Čilvinaitė | 115.      |
| 119       | Rasa Leleivytė  | 54.       |

| Ukraina UKR | Ukraina UKR        | Ukraina UKR |
| ----------- | ------------------ | ----------- |
| Nr          | Kolarka            | Miejsce     |
| 120         | Julija Biriukowa   | 113.        |
| 121         | Wałeryja Kononenko | 107.        |
| 122         | Hanna Sołowej      | 57.         |

| Chile CHI | Chile CHI              | Chile CHI |
| --------- | ---------------------- | --------- |
| Nr        | Kolarka                | Miejsce   |
| 123       | Paola Muñoz            | DNF       |
| 124       | Stephanie Subercaseaux | DNF       |

| Kuba CUB | Kuba CUB       | Kuba CUB |
| -------- | -------------- | -------- |
| Nr       | Kolarka        | Miejsce  |
| 125      | Arlenis Sierra | 5.       |

| Tajlandia THA | Tajlandia THA      | Tajlandia THA |
| ------------- | ------------------ | ------------- |
| Nr            | Kolarka            | Miejsce       |
| 127           | Chaniporn Batriya  | DNF           |
| 128           | Kamonrada Khaoplot | DNF           |
| 129           | Phetdarin Somrat   | 100.          |

| Węgry HUN | Węgry HUN       | Węgry HUN |
| --------- | --------------- | --------- |
| Nr        | Kolarka         | Miejsce   |
| 130       | Blanka Kata Vas | 4.        |

| Białoruś BLR | Białoruś BLR        | Białoruś BLR |
| ------------ | ------------------- | ------------ |
| Nr           | Kolarka             | Miejsce      |
| 131          | Alena Amialusik     | 12.          |
| 132          | Anastasija Kolesowa | 70.          |

| Meksyk MEX | Meksyk MEX      | Meksyk MEX |
| ---------- | --------------- | ---------- |
| Nr         | Kolarka         | Miejsce    |
| 133        | Lizbeth Salazar | 99.        |

| Czechy CZE | Czechy CZE        | Czechy CZE |
| ---------- | ----------------- | ---------- |
| Nr         | Kolarka           | Miejsce    |
| 134        | Jarmila Machačová | 60.        |

| Izrael ISR | Izrael ISR       | Izrael ISR |
| ---------- | ---------------- | ---------- |
| Nr         | Kolarka          | Miejsce    |
| 135        | Rotem Gafinovitz | 86.        |
| 136        | Omer Shapira     | 44.        |

| Uzbekistan UZB | Uzbekistan UZB      | Uzbekistan UZB |
| -------------- | ------------------- | -------------- |
| Nr             | Kolarka             | Miejsce        |
| 137            | Shaknoza Abdullaeva | DNF            |
| 138            | Anna Kulikova       | DNF            |
| 139            | Yanina Kuskova      | 114.           |

| Łotwa LAT | Łotwa LAT      | Łotwa LAT |
| --------- | -------------- | --------- |
| Nr        | Kolarka        | Miejsce   |
| 140       | Dana Rožlapa   | 108.      |
| 141       | Līna Svarinska | DNF       |

| Słowacja SVK | Słowacja SVK     | Słowacja SVK |
| ------------ | ---------------- | ------------ |
| Nr           | Kolarka          | Miejsce      |
| 143          | Tereza Medveďová | DNF          |

| Estonia EST | Estonia EST      | Estonia EST |
| ----------- | ---------------- | ----------- |
| Nr          | Kolarka          | Miejsce     |
| 144         | Aidi Gerde Tuisk | DNF         |

| Irlandia IRL | Irlandia IRL   | Irlandia IRL |
| ------------ | -------------- | ------------ |
| Nr           | Kolarka        | Miejsce      |
| 145          | Megan Armitage | DNF          |

| Rwanda RWA | Rwanda RWA           | Rwanda RWA |
| ---------- | -------------------- | ---------- |
| Nr         | Kolarka              | Miejsce    |
| 146        | Diane Ingabire       | DNF        |
| 147        | Valantine Nzayisenga | DNF        |

| Islandia ISL | Islandia ISL               | Islandia ISL |
| ------------ | -------------------------- | ------------ |
| Nr           | Kolarka                    | Miejsce      |
| 148          | Agusta Edda Bjornsdóttir   | DNF          |
| 149          | Elín Björg Björnsdóttir    | DNF          |
| 150          | Bríet Kristý Gunnarsdóttir | DNF          |

| Serbia SRB | Serbia SRB  | Serbia SRB |
| ---------- | ----------- | ---------- |
| Nr         | Kolarka     | Miejsce    |
| 151        | Jelena Erić | 110.       |

| Portugalia POR | Portugalia POR | Portugalia POR |
| -------------- | -------------- | -------------- |
| Nr             | Kolarka        | Miejsce        |
| 155            | Daniela Campos | 103.           |
| 156            | Maria Martins  | DNF            |

| Trynidad i Tobago TTO | Trynidad i Tobago TTO | Trynidad i Tobago TTO |
| --------------------- | --------------------- | --------------------- |
| Nr                    | Kolarka               | Miejsce               |
| 160                   | Teniel Campbell       | DNF                   |

| Brazylia BRA | Brazylia BRA       | Brazylia BRA |
| ------------ | ------------------ | ------------ |
| Nr           | Kolarka            | Miejsce      |
| 161          | Thayna Araujo Lima | DNF          |

| Erytrea ERI | Erytrea ERI        | Erytrea ERI |
| ----------- | ------------------ | ----------- |
| Nr          | Kolarka            | Miejsce     |
| 163         | Bisrat Gebremeskel | DNF         |
| 164         | Desiet Kidane      | DNF         |
| 165         | Adiam Tesfalem     | DNF         |

| Azerbejdżan AZE | Azerbejdżan AZE    | Azerbejdżan AZE |
| --------------- | ------------------ | --------------- |
| Nr              | Kolarka            | Miejsce         |
| 166             | Ayan Khankishiyeva | DNF             |

| Japonia JPN | Japonia JPN  | Japonia JPN |
| ----------- | ------------ | ----------- |
| Nr          | Kolarka      | Miejsce     |
| 167         | Eri Yonamine | 85.         |

| Paragwaj PAR | Paragwaj PAR         | Paragwaj PAR |
| ------------ | -------------------- | ------------ |
| Nr           | Kolarka              | Miejsce      |
| 172          | Agua Marina Espinola | DNF          |

| Argentyna ARG | Argentyna ARG   | Argentyna ARG |
| ------------- | --------------- | ------------- |
| Nr            | Kolarka         | Miejsce       |
| 174           | Luciana Roland  | DNF           |
| 175           | Fernanda Yapura | DNF           |

| Szwecja SWE | Szwecja SWE     | Szwecja SWE |
| ----------- | --------------- | ----------- |
| Nr          | Kolarka         | Miejsce     |
| 176         | Nathalie Eklund | 73.         |

| Holandia NED | Holandia NED                | Holandia NED |
| ------------ | --------------------------- | ------------ |
| Nr           | Kolarka                     | Miejsce      |
| 1            | Anna van der Breggen        | 89.          |
| 2            | Lucinda Brand               | 36.          |
| 3            | Amy Pieters                 | 30.          |
| 4            | Chantal van den Broek-Blaak | 32.          |
| 5            | Ellen van Dijk              | 18.          |
| 6            | Annemiek van Vleuten        | 19.          |
| 7            | Demi Vollering              | 7.           |
| 8            | Marianne Vos                | 2.           |

| Włochy ITA | Włochy ITA                | Włochy ITA |
| ---------- | ------------------------- | ---------- |
| Nr         | Kolarka                   | Miejsce    |
| 9          | Elisa Balsamo             | 1.         |
| 10         | Marta Bastianelli         | 22.        |
| 11         | Marta Cavalli             | 20.        |
| 12         | Elena Cecchini            | 95.        |
| 13         | Maria Giulia Confalonieri | 23.        |
| 14         | Vittoria Guazzini         | 94.        |
| 15         | Elisa Longo Borghini      | 17.        |

| Dania DEN | Dania DEN             | Dania DEN |
| --------- | --------------------- | --------- |
| Nr        | Kolarka               | Miejsce   |
| 16        | Amalie Dideriksen     | 65.       |
| 17        | Trine Holmsgaard      | 102.      |
| 18        | Marita Jensen         | 96.       |
| 19        | Emma Norsgaard        | 82.       |
| 20        | Rebecca Koerner       | DNF       |
| 21        | Julie Leth            | 79.       |
| 22        | Cecilie Uttrup Ludwig | 8.        |

| Niemcy GER | Niemcy GER         | Niemcy GER |
| ---------- | ------------------ | ---------- |
| Nr         | Kolarka            | Miejsce    |
| 23         | Lisa Brennauer     | 9.         |
| 24         | Kathrin Hammes     | 74.        |
| 25         | Romy Kasper        | 87.        |
| 26         | Lisa Klein         | 66.        |
| 27         | Franziska Koch     | 37.        |
| 28         | Lin Lea Teutenberg | 88.        |
| 29         | Liane Lippert      | DNF        |

| Szwajcaria SUI | Szwajcaria SUI | Szwajcaria SUI |
| -------------- | -------------- | -------------- |
| Nr             | Kolarka        | Miejsce        |
| 30             | Caroline Baur  | 105.           |
| 31             | Elise Chabbey  | 13.            |
| 32             | Sina Frei      | 15.            |
| 33             | Nicole Koller  | DNF            |
| 34             | Marlen Reusser | 90.            |
| 35             | Noemi Rüegg    | 62.            |

| Stany Zjednoczone USA | Stany Zjednoczone USA | Stany Zjednoczone USA |
| --------------------- | --------------------- | --------------------- |
| Nr                    | Kolarka               | Miejsce               |
| 36                    | Kristen Faulkner      | 52.                   |
| 37                    | Coryn Rivera          | 10.                   |
| 38                    | Lauren Stephens       | 106.                  |
| 39                    | Leah Thomas           | 56.                   |
| 40                    | Tayler Wiles          | 71.                   |
| 41                    | Ruth Winder           | 21.                   |

| Australia AUS | Australia AUS    | Australia AUS |
| ------------- | ---------------- | ------------- |
| Nr            | Kolarka          | Miejsce       |
| 42            | Jessica Allen    | 111.          |
| 43            | Tiffany Cromwell | 41.           |
| 44            | Lauretta Hanson  | 92.           |
| 45            | Chloe Hosking    | DNF           |
| 46            | Rachel Neylan    | 24.           |
| 47            | Sarah Roy        | 38.           |
| 48            | Amanda Spratt    | 93.           |

| Belgia BEL | Belgia BEL         | Belgia BEL |
| ---------- | ------------------ | ---------- |
| Nr         | Kolarka            | Miejsce    |
| 49         | Shari Bossuyt      | 59.        |
| 50         | Kim de Baat        | DNF        |
| 51         | Valerie Demey      | 76.        |
| 52         | Jolien D’Hoore     | 34.        |
| 53         | Lotte Kopecky      | 16.        |
| 54         | Jesse Vandenbulcke | 48.        |

| Południowa Afryka RSA | Południowa Afryka RSA      | Południowa Afryka RSA |
| --------------------- | -------------------------- | --------------------- |
| Nr                    | Kolarka                    | Miejsce               |
| 55                    | Frances Janse van Rensburg | 112.                  |
| 56                    | Kerry Jonker               | DNF                   |
| 57                    | Tiffany Keep               | DNF                   |
| 58                    | Ashleigh Moolman-Pasio     | 11.                   |
| 59                    | Hayley Preen               | 61.                   |
| 60                    | Courteney Webb             | DNF                   |

| Polska POL | Polska POL           | Polska POL |
| ---------- | -------------------- | ---------- |
| Nr         | Kolarka              | Miejsce    |
| 61         | Marta Jaskulska      | 68.        |
| 62         | Karolina Karasiewicz | 97.        |
| 63         | Karolina Kumięga     | 51.        |
| 64         | Marta Lach           | 53.        |
| 65         | Aurela Nerlo         | 72.        |
| 66         | Katarzyna Niewiadoma | 3.         |

| Francja FRA | Francja FRA         | Francja FRA |
| ----------- | ------------------- | ----------- |
| Nr          | Kolarka             | Miejsce     |
| 67          | Aude Biannic        | 45.         |
| 68          | Audrey Cordon-Ragot | 27.         |
| 69          | Eugénie Duval       | 49.         |
| 70          | Roxane Fournier     | 109.        |
| 71          | Juliette Labous     | 46.         |
| 72          | Évita Muzic         | 50.         |

| Wielka Brytania GBR | Wielka Brytania GBR | Wielka Brytania GBR |
| ------------------- | ------------------- | ------------------- |
| Nr                  | Kolarka             | Miejsce             |
| 73                  | Alice Barnes        | 84.                 |
| 74                  | Lizzie Deignan      | 14.                 |
| 75                  | Pfeiffer Georgi     | 35.                 |
| 76                  | Anna Henderson      | 25.                 |
| 77                  | Joscelin Lowden     | DNF                 |
| 78                  | Anna Shackley       | 40.                 |

| Hiszpania ESP | Hiszpania ESP             | Hiszpania ESP |
| ------------- | ------------------------- | ------------- |
| Nr            | Kolarka                   | Miejsce       |
| 79            | Margarita Victoria García | 29.           |
| 80            | Sheyla Gutiérrez          | 81.           |
| 81            | Sara Martín Martín        | 69.           |
| 82            | Eider Merino              | 55.           |
| 83            | Lourdes Oyarbide          | 77.           |
| 84            | Ane Santesteban           | 39.           |

| Norwegia NOR | Norwegia NOR       | Norwegia NOR |
| ------------ | ------------------ | ------------ |
| Nr           | Kolarka            | Miejsce      |
| 85           | Katrine Aalerud    | 83.          |
| 86           | Susanne Andersen   | 75.          |
| 87           | Stine Borgli       | 80.          |
| 88           | Ingvild Gåskjenn   | 78.          |
| 89           | Emilie Moberg      | DNF          |
| 90           | Anne Dorthe Ysland | 47.          |

| Słowenia SLO | Słowenia SLO  | Słowenia SLO |
| ------------ | ------------- | ------------ |
| Nr           | Kolarka       | Miejsce      |
| 91           | Urška Bravec  | DNF          |
| 92           | Eugenia Bujak | 58.          |
| 93           | Špela Kern    | 28.          |
| 94           | Urška Žigart  | DNF          |

| Nowa Zelandia NZL | Nowa Zelandia NZL  | Nowa Zelandia NZL |
| ----------------- | ------------------ | ----------------- |
| Nr                | Kolarka            | Miejsce           |
| 95                | Henrietta Christie | DNF               |
| 96                | Michaela Drummond  | 64.               |
| 97                | Niamh Fisher-Black | 91.               |
| 98                | Ella Harris        | 26.               |

| Austria AUT | Austria AUT             | Austria AUT |
| ----------- | ----------------------- | ----------- |
| Nr          | Kolarka                 | Miejsce     |
| 99          | Verena Eberhardt        | DNF         |
| 100         | Sarah Rijkes            | 67.         |
| 101         | Christina Schweinberger | 104.        |
| 102         | Kathrin Schweinberger   | DNF         |

| Szwecja SWE | Szwecja SWE        | Szwecja SWE |
| ----------- | ------------------ | ----------- |
| Nr          | Kolarka            | Miejsce     |
| 103         | Caroline Andersson | DNF         |
| 104         | Julia Borgström    | 101.        |
| 105         | Hanna Nilsson      | 43.         |
| 106         | Sara Penton        | DNF         |

| Kanada CAN | Kanada CAN       | Kanada CAN |
| ---------- | ---------------- | ---------- |
| Nr         | Kolarka          | Miejsce    |
| 107        | Karol-Ann Canuel | 31.        |
| 108        | Alison Jackson   | 6.         |
| 109        | Leah Kirchmann   | 63.        |

| Fiedieracyja wiełosipiednogo sporta Rossii RCF | Fiedieracyja wiełosipiednogo sporta Rossii RCF | Fiedieracyja wiełosipiednogo sporta Rossii RCF |
| ---------------------------------------------- | ---------------------------------------------- | ---------------------------------------------- |
| Nr                                             | Kolarka                                        | Miejsce                                        |
| 110                                            | Tamara Dronowa                                 | DNF                                            |

| Kolumbia COL | Kolumbia COL        | Kolumbia COL |
| ------------ | ------------------- | ------------ |
| Nr           | Kolarka             | Miejsce      |
| 111          | Erika Milena Botero | DNF          |
| 112          | Lorena Colmenares   | 117.         |
| 113          | Lina Hernández      | DNF          |
| 114          | Paula Patiño        | 42.          |
| 115          | Diana Peñuela       | 98.          |

| Luksemburg LUX | Luksemburg LUX    | Luksemburg LUX |
| -------------- | ----------------- | -------------- |
| Nr             | Kolarka           | Miejsce        |
| 116            | Nina Berton       | 116.           |
| 117            | Christine Majerus | 33.            |

| Litwa LTU | Litwa LTU       | Litwa LTU |
| --------- | --------------- | --------- |
| Nr        | Kolarka         | Miejsce   |
| 118       | Inga Čilvinaitė | 115.      |
| 119       | Rasa Leleivytė  | 54.       |

| Ukraina UKR | Ukraina UKR        | Ukraina UKR |
| ----------- | ------------------ | ----------- |
| Nr          | Kolarka            | Miejsce     |
| 120         | Julija Biriukowa   | 113.        |
| 121         | Wałeryja Kononenko | 107.        |
| 122         | Hanna Sołowej      | 57.         |

| Chile CHI | Chile CHI              | Chile CHI |
| --------- | ---------------------- | --------- |
| Nr        | Kolarka                | Miejsce   |
| 123       | Paola Muñoz            | DNF       |
| 124       | Stephanie Subercaseaux | DNF       |

| Kuba CUB | Kuba CUB       | Kuba CUB |
| -------- | -------------- | -------- |
| Nr       | Kolarka        | Miejsce  |
| 125      | Arlenis Sierra | 5.       |

| Tajlandia THA | Tajlandia THA      | Tajlandia THA |
| ------------- | ------------------ | ------------- |
| Nr            | Kolarka            | Miejsce       |
| 127           | Chaniporn Batriya  | DNF           |
| 128           | Kamonrada Khaoplot | DNF           |
| 129           | Phetdarin Somrat   | 100.          |

| Węgry HUN | Węgry HUN       | Węgry HUN |
| --------- | --------------- | --------- |
| Nr        | Kolarka         | Miejsce   |
| 130       | Blanka Kata Vas | 4.        |

| Białoruś BLR | Białoruś BLR        | Białoruś BLR |
| ------------ | ------------------- | ------------ |
| Nr           | Kolarka             | Miejsce      |
| 131          | Alena Amialusik     | 12.          |
| 132          | Anastasija Kolesowa | 70.          |

| Meksyk MEX | Meksyk MEX      | Meksyk MEX |
| ---------- | --------------- | ---------- |
| Nr         | Kolarka         | Miejsce    |
| 133        | Lizbeth Salazar | 99.        |

| Czechy CZE | Czechy CZE        | Czechy CZE |
| ---------- | ----------------- | ---------- |
| Nr         | Kolarka           | Miejsce    |
| 134        | Jarmila Machačová | 60.        |

| Izrael ISR | Izrael ISR       | Izrael ISR |
| ---------- | ---------------- | ---------- |
| Nr         | Kolarka          | Miejsce    |
| 135        | Rotem Gafinovitz | 86.        |
| 136        | Omer Shapira     | 44.        |

| Uzbekistan UZB | Uzbekistan UZB      | Uzbekistan UZB |
| -------------- | ------------------- | -------------- |
| Nr             | Kolarka             | Miejsce        |
| 137            | Shaknoza Abdullaeva | DNF            |
| 138            | Anna Kulikova       | DNF            |
| 139            | Yanina Kuskova      | 114.           |

| Łotwa LAT | Łotwa LAT      | Łotwa LAT |
| --------- | -------------- | --------- |
| Nr        | Kolarka        | Miejsce   |
| 140       | Dana Rožlapa   | 108.      |
| 141       | Līna Svarinska | DNF       |

| Słowacja SVK | Słowacja SVK     | Słowacja SVK |
| ------------ | ---------------- | ------------ |
| Nr           | Kolarka          | Miejsce      |
| 143          | Tereza Medveďová | DNF          |

| Estonia EST | Estonia EST      | Estonia EST |
| ----------- | ---------------- | ----------- |
| Nr          | Kolarka          | Miejsce     |
| 144         | Aidi Gerde Tuisk | DNF         |

| Irlandia IRL | Irlandia IRL   | Irlandia IRL |
| ------------ | -------------- | ------------ |
| Nr           | Kolarka        | Miejsce      |
| 145          | Megan Armitage | DNF          |

| Rwanda RWA | Rwanda RWA           | Rwanda RWA |
| ---------- | -------------------- | ---------- |
| Nr         | Kolarka              | Miejsce    |
| 146        | Diane Ingabire       | DNF        |
| 147        | Valantine Nzayisenga | DNF        |

| Islandia ISL | Islandia ISL               | Islandia ISL |
| ------------ | -------------------------- | ------------ |
| Nr           | Kolarka                    | Miejsce      |
| 148          | Agusta Edda Bjornsdóttir   | DNF          |
| 149          | Elín Björg Björnsdóttir    | DNF          |
| 150          | Bríet Kristý Gunnarsdóttir | DNF          |

| Serbia SRB | Serbia SRB  | Serbia SRB |
| ---------- | ----------- | ---------- |
| Nr         | Kolarka     | Miejsce    |
| 151        | Jelena Erić | 110.       |

| Portugalia POR | Portugalia POR | Portugalia POR |
| -------------- | -------------- | -------------- |
| Nr             | Kolarka        | Miejsce        |
| 155            | Daniela Campos | 103.           |
| 156            | Maria Martins  | DNF            |

| Trynidad i Tobago TTO | Trynidad i Tobago TTO | Trynidad i Tobago TTO |
| --------------------- | --------------------- | --------------------- |
| Nr                    | Kolarka               | Miejsce               |
| 160                   | Teniel Campbell       | DNF                   |

| Brazylia BRA | Brazylia BRA       | Brazylia BRA |
| ------------ | ------------------ | ------------ |
| Nr           | Kolarka            | Miejsce      |
| 161          | Thayna Araujo Lima | DNF          |

| Erytrea ERI | Erytrea ERI        | Erytrea ERI |
| ----------- | ------------------ | ----------- |
| Nr          | Kolarka            | Miejsce     |
| 163         | Bisrat Gebremeskel | DNF         |
| 164         | Desiet Kidane      | DNF         |
| 165         | Adiam Tesfalem     | DNF         |

| Azerbejdżan AZE | Azerbejdżan AZE    | Azerbejdżan AZE |
| --------------- | ------------------ | --------------- |
| Nr              | Kolarka            | Miejsce         |
| 166             | Ayan Khankishiyeva | DNF             |

| Japonia JPN | Japonia JPN  | Japonia JPN |
| ----------- | ------------ | ----------- |
| Nr          | Kolarka      | Miejsce     |
| 167         | Eri Yonamine | 85.         |

| Paragwaj PAR | Paragwaj PAR         | Paragwaj PAR |
| ------------ | -------------------- | ------------ |
| Nr           | Kolarka              | Miejsce      |
| 172          | Agua Marina Espinola | DNF          |

| Argentyna ARG | Argentyna ARG   | Argentyna ARG |
| ------------- | --------------- | ------------- |
| Nr            | Kolarka         | Miejsce       |
| 174           | Luciana Roland  | DNF           |
| 175           | Fernanda Yapura | DNF           |

| Szwecja SWE | Szwecja SWE     | Szwecja SWE |
| ----------- | --------------- | ----------- |
| Nr          | Kolarka         | Miejsce     |
| 176         | Nathalie Eklund | 73.         |

## Klasyfikacja generalna
| \| Klasyfikacja generalna \| Klasyfikacja generalna \| Klasyfikacja generalna \| Klasyfikacja generalna \| Klasyfikacja generalna \| \| Kolarka \| Kolarka \| Państwo \| Drużyna \| Czas \| \| ---------------------- \| ---------------------- \| ---------------------- \| ---------------------- \| ---------------------- \| \| 1. \| Elisa Balsamo \| Włochy \| Włochy \| 3h 52' 27" \| \| 2. \| Marianne Vos \| Holandia \| Holandia \| + 0" \| \| 3. \| Katarzyna Niewiadoma \| Polska \| Polska \| + 1" \| \| 4. \| Blanka Kata Vas \| Węgry \| Węgry \| + 1" \| \| 5. \| Arlenis Sierra \| Kuba \| Kuba \| + 1" \| \| 6. \| Alison Jackson \| Kanada \| Kanada \| + 1" \| \| 7. \| Demi Vollering \| Holandia \| Holandia \| + 1" \| \| 8. \| Cecilie Uttrup Ludwig \| Dania \| Dania \| + 1" \| \| 9. \| Lisa Brennauer \| Niemcy \| Niemcy \| + 1" \| \| 10. \| Coryn Rivera \| Stany Zjednoczone \| Stany Zjednoczone \| + 1" \| |                       |                   |                   |            |
| |                       |                   |                   |            |
| Źródła: ProCyclingStats Cycling Quotient |                       |                   |                   |            |
| Klasyfikacja generalna |                       |                   |                   |            |
| Kolarka | Kolarka               | Państwo           | Drużyna           | Czas       |
| 1. | Elisa Balsamo         | Włochy            | Włochy            | 3h 52' 27" |
| 2. | Marianne Vos          | Holandia          | Holandia          | + 0"       |
| 3. | Katarzyna Niewiadoma  | Polska            | Polska            | + 1"       |
| 4. | Blanka Kata Vas       | Węgry             | Węgry             | + 1"       |
| 5. | Arlenis Sierra        | Kuba              | Kuba              | + 1"       |
| 6. | Alison Jackson        | Kanada            | Kanada            | + 1"       |
| 7. | Demi Vollering        | Holandia          | Holandia          | + 1"       |
| 8. | Cecilie Uttrup Ludwig | Dania             | Dania             | + 1"       |
| 9. | Lisa Brennauer        | Niemcy            | Niemcy            | + 1"       |
| 10. | Coryn Rivera          | Stany Zjednoczone | Stany Zjednoczone | + 1"       |